# Alano di Piave
Alano di Piave é uma comuna italiana da região do Vêneto, província de Belluno, com cerca de 2 773 habitantes. Estende-se por uma área de 36 km², tendo uma densidade populacional de 77 hab/km². Faz fronteira com Cavaso del Tomba (TV), Paderno del Grappa (TV), Pederobba (TV), Possagno (TV), Quero, Segusino (TV), Seren del Grappa, Valdobbiadene (TV).

## Demografia
| Variação demográfica do município entre 1861 e 2011                               |
|                                                                                   |
| Fonte: Istituto Nazionale di Statistica (ISTAT) - Elaboração gráfica da Wikipedia |